# Горнє Гнойниці
45°08′ пн. ш. 15°40′ сх. д. / 45.13° пн. ш. 15.67° сх. д.
Горнє Гнойниці (хорв. Gornje Gnojnice) — населений пункт у Хорватії, у Карловацькій жупанії у складі громади Цетинград.

## Населення
Населення за даними перепису 2011 року становило 28 осіб.
Динаміка чисельності населення поселення: